# Leptosiaphos pauliani
Leptosiaphos pauliani — вид сцинкоподібних ящірок родини сцинкових (Scincidae). Ендемік Камеруну.

## Поширення і екологія
Leptosiaphos pauliani мешкають на схилах гір Бамбуту і Купе на заході Камеруну. Вони живуть у вологих гірських тропічних лісах. Зустрічаються на висоті від 1100 до 2300 м над рівнем моря.

## Збереження
МСОП класифікує цей вид як такий, що перебуває під загрозою зникнення. Leptosiaphos pauliani загрожує знищення природного середовища.